# Joan Hammond
Dame Joan Hood Hammond (ur. 24 maja 1912 w Christchurch, zm. 26 listopada 1996 w Bowral w Nowej Południowej Walii) – nowozelandzka śpiewaczka operowa (sopran). Także golfistka.

## Życiorys
Ukończyła studia w konserwatorium w Sydney. Początkowo występowała jako skrzypaczka w miejscowej orkiestrze. Na scenie zadebiutowała w 1928 roku rolą Giovanny w Rigoletcie Giuseppe Verdiego. Edukację muzyczną kontynuowała pod kierunkiem Dino Borgiolego w Londynie. W 1938 roku występowała w wiedeńskiej Volksoper, gdzie kreowała role Neddy w Pajacach i Konstancji w Uprowadzeniu z seraju. Podczas II wojny światowej działała w służbie pomocniczej, jednocześnie występując na scenie. W latach 1942–1945 związana była z Carl Rosa Opera Company w Londynie. W 1948 roku rolą Leonory w Trubadurze debiutowała na deskach londyńskiego Covent Garden Theatre. W 1949 roku po raz pierwszy wystąpiła w Stanach Zjednoczonych, gdzie kreowała rolę Cio-Cio-San w Madame Butterfly na deskach nowojorskiej New York City Opera. W 1957 roku wystąpiła gościnnie w Leningradzie i Moskwie. W 1959 roku kreowała rolę tytułową w angielskiej premierze opery Rusałka Antonína Dvořáka na deskach londyńskiej Sadler’s Wells Opera.
W 1964 roku wskutek operacji częściowo straciła słuch, rok później zakończyła karierę sceniczną. Po przejściu na emeryturę uczyła śpiewu na Victoria University w Wellington. Nagranie arii O my beloved father z opery Gianni Schicchi w wykonaniu Hammond sprzedało się w ponad milionie kopii i w 1969 roku zdobyło złotą płytę.
Do jej popisowych ról należały Leonora w Fideliu, Elżbieta w Don Carlosie, Violetta w Traviacie, Małgorzata w Fauście, Tatiana w Eugeniuszu Onieginie oraz partie tytułowe w Aidzie, Rusałce, Salome i Tosce. Została odznaczona Orderem Imperium Brytyjskiego w stopniu oficera (1953), komandora (1963) i damy komandora (1974). W 1972 roku otrzymała krzyż komandorski Orderu św. Michała i św. Jerzego. Opublikowała autobiografię A Voice, a Life (Londyn 1970).
W młodości była aktywną golfistką, zdobyła mistrzostwo Nowej Południowej Walii w 1932, 1934 i 1935 roku, zaś w 1933 roku została wicemistrzynią Australii. Pisywała sprawozdania sportowe do prasy.